# Chusquea perligulata
Chusquea perligulata är en gräsart som först beskrevs av Pilg., och fick sitt nu gällande namn av Mcclure. Chusquea perligulata ingår i släktet Chusquea och familjen gräs. IUCN kategoriserar arten globalt som livskraftig.
Artens utbredningsområde är Ecuador. Inga underarter finns listade i Catalogue of Life.